# Публий Корнелий Сципион Азиатик
Публий Корнелий Сципион Азиатик (на латински: Publius Cornelius Scipio Asiaticus; * 41 г.; † след 68 г.) е римски политик.
Произлиза от клон Лентул на фамилията Корнелии. Той е син на Публий Корнелий Лентул Сципион (консул 24 г.) и Попея Сабина Старша. Полубрат е на Публий Корнелий Сципион (консул 56 г.). Попея Сабина e негова доведена сестра, която става втора съпруга на император Нерон и римска императрица.
От септември до декември 68 г., по времето на император Галба, той е суфектконсул заедно с Гай Белиций Наталис.